# Мордовець Данило Лукич
Дани́ло Лу́кич Мордове́ць (рос. Мордовцев Даниил Лукич; 7 (19) грудня 1830, слобода Данилівка-на-Дону, тепер Волгоградська область, Росія — 10 (23) червня 1905, Кисловодськ, Росія) — український та російський письменник, публіцист, що прославився своєю історичною та побутовою белетристикою. Уродженець Донщини.

## Життєпис

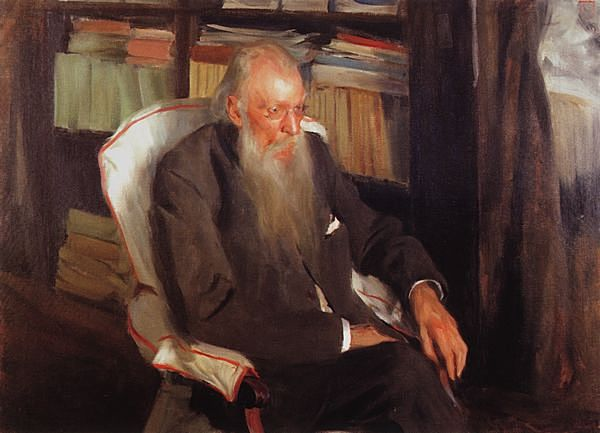
Портрет Данила Мордовця роботи Б. Кустодієва, 1901

Походив зі старовинного українського козацького роду. Його прадід був пов'язаний із гетьманом Мазепою та зберігав архів із таємними документами козацького війська.
Народився Данило Мордовець 7 грудня 1830 року в українській слободі Данилівці Усть-Медведицького округу Землі війська Донського. Слобода Данилівка повністю була заселена українцями, колишніми запорозькими козаками, що втекли сюди від закріпачення по зруйнуванні Запорізької Січі. Данилів дідусь, запорізький сотник Сліпченко-Мордовець, зміг зберегти свою козацьку волю й на донських землях, а от його син, Данилів батько, потрапив у кріпацтво та зміг викупити собі свободу лише великою важкою працею. Розбагатівши та здобувши навіть деяку освіту, він не забув свого українського коріння (сусіди-росіяни називали його «хохлом старого закала»), але під тиском місцевого чиновництва зросійщив своє прізвище, ставши з Мордовця Мордовцевим. З огляду на це його син Данило свої російськомовні твори підписував офіційним прізвищем Мордовцев, але для українського читача завжди був Данилом Мордовцем, або іноді Данилом М. Сліпченком на честь дідуся.
Мати — дочка данилівського священника Діонисієва. Данило був найменшою, п'ятою дитиною в сім'ї. Батько помер, коли Данило був немовлям. Мати не на багато пережила чоловіка, тому дітей забрала рідня. Першим учителем п'ятирічного Данила був слобідський дячок Федір Листов. Данилівка була українською, тому хлопчик виховувався в рідній мові та культурі.
У дев'ятирічному віці Данила відправили в станицю Усть-Медведцьку до місцевого окружного училища, яке він закінчив у 14 років із похвальною грамотою. Далі було навчання в гімназії Саратова. Там він знайшов друзів, які захоплювалися літературою, видавали рукописний журнал.
Після гімназії Данило Мордовець навчався на історико-філологічному факультеті Санкт-Петербурзького університету. До 1863 р. писав переважно українською мовою. Університет закінчив зі ступенем кандидата, золотою медаллю за дисертацію. Призначили його на службу до Саратова. Тут вже через кілька місяців одружився з вдовою Анною Пасхаловою (до шлюбу Золотаєва), на сім років старшою за Данила і в неї було троє дітей від першого шлюбу (чоловік — дворянин, бойовий офіцер, загинув на Кавказі). Вони прожили разом 30 років у повазі та людському теплі: свою дочку Віру та дітей дружини Данило Лукич виховував однаково.
Ще у студентські роки почав писати українською, переклавши віршами «Краледворський рукопис», пам'ятку чеської поезії початку XIX століття. Цей україномовний твір молодого студента високо оцінив Ізмаїл Срезневський, відомий російський славіст й українофіл.
По закінченні університету 1854 року Мордовець призначається на службу в Саратов, де стає помічником секретаря Саратовського статистичного комітету. Секретарем цього ж комітету був тоді Микола Костомаров, видатний український історик, що відбував у Саратові заслання після розгрому Кирило-Мефодіївського товариства. Два українці швидко сходяться, разом збирають етнографічний матеріал з життя українців Жовтого Клину, а 1859 року Мордовець видає в Саратові спільний твір під назвою «Малоросійський літературний збірник». До цієї збірки, окрім народних пісень українців Жовтого Клину, увійшли поезії Миколи Костомарова та поема Мордовця «Козаки і море» — про життя запорожців, у якій, як писав автор, він «наслідував українській народній поезії».
Тоді ж Данило Мордовець почав писати українською мовою і прозові твори. Він, мало не вперше, перекладає українською повісті Миколи Гоголя, пише реалістичні оповідання з життя покріпаченого українського села Донщини й Жовтого Клину — «Старці», «Дзвонар», «Солдатка». Почувши про відродження українського літературного життя у Петербурзі, їде до столиці, де знайомиться з Тарасом Шевченком, друкується в журналі «Основа».
З початком у Росії реакції (придушення польського повстання 1863 року та заборона українського літературного слова) друкуватися українською в імперії стає вкрай важко, і Данило Мордовець змушений більше писати російською мовою, але тим не менш, часто на українську тематику. Він стає визнаним у Росії майстром історичного роману. Особливої популярності набули такі його твори, як «Цар і гетьман» (про протистояння Петра Першого і гетьмана Мазепи), «Кримська неволя», «Гайдамаччина», «Тиміш», «Архімандрит-гетьман», «Булава і бунчук». Найбільш значущі, як на думку автора, твори він перекладає з російської мови на українську. Так, написаний 1882 року роман «Сагайдачний» було перекладено тричі, доки не здобуто найкращого результату. Також Мордовець перекладає на українську свій роман «Палій», а «Дві долі» пише українською.
Для того, аби краще ознайомитися з життям українців на корінній Україні, у 80-х роках XIX століття Данило Мордовець двічі подорожував Україною, надовго зупиняючись у Києві та Харкові. Під враженнями від поїздки написав нариси «Під небом України» та «За що ж?», а 1885 року видав у Петербурзі книжку «Оповидання», в 1886 році видав доповнену збірку «Из жизни»
Живе Мордовець у цей час то в Саратові, то в Петербурзі, а з 1885-го остаточно перебирається до рідної Донщини, у Ростов-на-Дону, час від часу вибираючись в українських справах до російської столиці. Крім творів художньої літератури, пише полемічні й біографічні праці з актуальних питань українського сьогодення. В умовах російського самодержавства це була єдина можливість взяти участь у національному та громадському житті. Так, Данило Мордовець митецькими засобами спробує створити романізовану біографію Миколи Костомарова («Професор Ратмиров»), публікує українською мовою низку лірико-біографічних нарисів («Сон не сон», «Скажи, місяченьку!», «Із уст младенців», "Луна з «Нової України» та інші).
Особливе місце в творчості Мордовця посідає шевченкіана. Пам'ятаючи про особисті зустрічі з Тарасом Шевченком, Данило Мордовець пише розгорнуту статтю-рецензію на вихід «Кобзаря» у 1860 році, статтю «Роковини Шевченка в Петербурзі» в 1886-му, передмову до «Ілюстрованого Кобзаря» 1896-го. Був одним з організаторів Шевченківських вечорів 1880—1904 років у Петербурзі, Товариства імені Т. Г. Шевченка для допомоги нужденним уродженцям Південної Росії, що вчаться у вищих навчальних закладах Петербурга, а також Благодійного товариства для видання загальнокорисних і дешевих книг (перший його голова). Водночас Данило Мордовець активно сприяв виданню творів українських письменників у Петербурзі, публікував статті на захист українського театру від нападок російської шовіністичної преси, рецензії на вистави труп Марка Кропивницького і Панаса Саксаганського, не раз виступав проти гонінь і цензурних заборон української мови, за дозвіл викладати в школах рідною мовою.
Вступає Данило Мордовець у палку полеміку з Пантелеймоном Кулішем, який в останні роки свого життя досить песимістично ставився до можливого майбутнього української літератури, дозволивши собі в одному з творів навіть вислів про «п'яну музу Шевченка». Відповіддю від Мордовця Кулішу стала брошура «За крашанку — писанка», у якій автор виступає проти антиісторичного тлумачення ролі народних мас, спроб приниження значення творчості Тараса Шевченка. Згідно з розумінням Данила Мордовця, саме народ є справжнім творцем історії, і в його руках — майбутнє української нації.
Проживши довге й активне життя, Данило Мордовець на схилі віку пише автобіографічні твори про свої зустрічі з провідними діячами української культури: «З минулого та пережитого» (про Тараса Шевченка) і «Про незабутнє» (Микола Костомаров і Михайло Драгоманов). Пишучи й російською мовою, свій духовний заповіт Данило Мордовець залишає українською — це свідчення того, що український народ, українська культура, були для нього головними чинниками всього його свідомого життя.
У травні 1905 року, бувши вже в похилому віці та захворівши на запалення легенів, Данило Мордовець виїздить на Північний Кавказ для лікування в Кисловодську. Однак кавказький клімат йому не допоміг.
Помер 10 червня 1905 року у віці 74 років. Похований на його мілій батьківщині, в Ростові, на Новоселівському цвинтарі.

## Літературна спадщина

### Українська література
Власні літературні твори
За життя переважну більшість своїх художніх та нехудожніх творів Мордовець написав російською, однак у нього все ж було кілька творів українською. Зокрема українською було написана поема Козаки та море (поема не закінчена, у збірці 1859 року та окремому виданні 1897 року подається лише початок, Львів, 1859; СПб, 1897), роман «Дві долі» (Львів, 1898), роман «Палій - воскреситель Правобережної України» (СПб, 1902), кілька оповідань (Дзвонар, Старці Солдатка тощо), провокативно-москвофільська публіцистична стаття-відповідь Паньку Кулішу «За крашанку - писанка». Іван Франко доволі високо оцінював україномовні твори Мордовця, зазначаючи у 1885 році у статті-рецензії на першу україномовну збірку оповідань Мордовця під назвою «Оповідання» (СПб, 1885), що він «чоловік не посліднього таланту і один з перворядних майстрів українсько-руської мови», однак той же Франко згадуючи Мордовця у 1905 році у некролозі на його честь, гірко зазначив, що "проби історичного романа українською мовою "Дві долї" (ЛНВ, річник І) та „Палїй" вийшли невдатні задля перестарілої манєри автора." Вже посмертно у Києві 1958-го року вийшов друком 2-томник «Твори», де в першому томі були зібрані деякі (не всі) праці Мордовця українською мовою.
Україномовні твори
Романи
- Дві долі (роман, 1898, Львів, у часописі ЛНВ, згодом того ж року окремою книжкою накладом ред. ЛНВ)  - роман створено на основі попереднього російськомовного роману Мордовця Архимандрит-гетьман (рос. Архимандрит гетьман, 1884)
  - (передрук) Дві долі (роман, 1912, New Britain, Connecticut)[15]
  - (передрук) Дві долі (у збірці Заклятий козак, Київ, 1994)[16]
- Палий - воскресытель Правобережнои Украины (роман, 1902 окремою книгою)[17][18] - роман створено на основі попереднього російськомовного роману Мордовця Архимандрит-гетьман (рос. Царь и гетман, 1880)

Вибрані оповідання та поезія*
- Казаки и море (незакінчена поема[11], написана у 1854, вперше опублікована у 1859 році в збірці Малоросійський літературний збірник (рос. Малорусский литературный сборник), Саратов)[5]
  - (передрук) Козакы и море (незакінчена поема[11], СПб, 1897)[19]
- Дзвонар; Солдатка (оповідання, написані 1859, обоє опубліковані у 1861 в часописі Основа)
  - (передрук)  Старци; Дзвонарь (оповідання, 1903, Київ, у часописі Кіевская старина) [20]
  - (передрук уривку Дзвонаря під назвою Стара школа) Стара школа. Веселка: літературна збірка, 1887 С. 110-112; Стара школа. "Дзвінок", 1893, № 3
  - (передрук) Окрім Ватра: літературний зборник (1887) та Веселка: літературна збірка (1887) оповідання Мордовця також передруковувалися у різних інших альманахах підавстрійсько-угорської та підцарсько-російської України, детальніше про це див. книгу Івана Бойка Українські літературні альманахи і збірники XIX — початку XX ст. Бібліографічний покажчик[21]
  - (передрук) Оповидання[22] (збірка оповідань, 1885, СПб)[23]
  - (передрук) Оповіданя Данила Мордовцева (Львів, 1885)[24]
  - (передрук) Оповідання.[25] (Львів, 1904)[26]
  - (передрук) Оповідання (з передмовою П. Коваліва (М. Макаровський). "ЛНВ", 1919, Том 73
- А все, пречиста! (Ватра: літературний зборник, 1887 С. 1-10)[27]
- Дві сестри. "Зоря", 1895, № 1–2
- Сорока на лозі. "Зоря", 1895, № 7
- Не дайте на поругу. "Зоря", 1895, № 17

Вибрані публіцистичні твори*
- Автобиографія Данила Мордовця (Письмо до Василя Лукича, впорядчика отсього “Літературного збірника” яко відповідь на просьбу вистачати автобіографію) (Ватра: літературний зборник. 1887 С. 119-122)
- "За крашанку — писанка". П. Ол. Кулішеві (СПб, 1882, публіцистика)
- Супліка до Василя Лукича ("Зоря", 1893, № 1)
- Ще супліка до Василя Лукича ("Зоря", 1896, Том 17)
- З минулого та пережитого (Про батька Тараса та ще про дещо) (Спомини Данила Мордовця) ("ЛНВ", 1902, № 6)
- Про незабутнє ("ЛНВ", 1903, № 4)

* прим. повний список україномовних оповідань та публіцистичних творів Мордовця можна знайти у Бібліографія: Писання Мордовця українською мовою (зі статті "Д. Мордовець як літературна й громадська постать (1830-1905)" вміщеній у журнал Україна No 7-8 за липень-серпень 1930 року)
Переклади українською
- Краледворський рукопис. Віршований переспів з чеськ.: Данило Мордовець (скоріше за все не надрукований ні за життя ні посмертно й не відомо чи зберігся хоча б рукопис перекладу[прим. 2])
- Микола Гоголь. Вечеръ накануні Ивана Купала. Переклад з рос.: Данило Мордовець // Малорусский литературный сборник. Саратов: Тип. губерн. правления. 1859. 376 стор.: С. 155-178
- Мати (казка Г. Х. Андерсена в перекладі українською Мордовця) // Мать. Сказка Г. X. Андерсена на двадцати двухъ языкахъ, СПБ., 1894

### Російська література
Російськомовні твори
За свою довгу кар'єру російського романіста, Мордовець надрукував десятки російських романів та повістей, зокрема «Идеалисты и реалисты» (1876), «Лжедимитрий» (1879), «Наносная беда, чума в Москве» (1879), «Двенадцатый год», (1880), «Царь и Гетман» (1880), «Соловецкое сиденье» (1880), «Великий раскол» (1881), «Мамаево побоище» (1881),  «Социалист прошлого века» (1882), «Господин Великий Новгород» (1882), «Сагайдачный» (1882), «Архимандрит гетьман» 1884), «Москва слезам не верит» (1885), «Историческія повести» (1885), «Царь Пётр и правительница Софья» (1885), «Похороны» (1886), «Авантюристы» (1886), «Новые люди» (1887), «Наш Оддисей» (1887), «Кум Иван» (1887), «Беглый король» (1888), «Тимош» (1889), «Жертвы вулкана. Из последних дней Помпеи» (1891), «Замурованная царица» (1891), «Фанатик» (1891), «За чьи грехи? Из времен Разина» (1891), «Месть жревцов» (1895), «Богиня Изида-сваха» (1895), «Говор камней» (1895), «Железом и кровью. Завоевание Кавказа при Ермолове» (1896), «Свету больше» (1896), «Иродъ» (1897), «Погибель Іерусалима» (1897), «Царь без царства, из последних дней царства Имеретинскага» (1887), «Прометеево потомство, из последних дней независимости Ахазіи» (1887),  «Державный плотник» (1899), «Булава и бунчук» (1903), «Роман Мазепы» (1903), «Посаженая мать (Екатерина II)» (1903), «Вельможная пання» (1904) тощо.
У останні роки життя, на початку 1900-х, багато російських видаців почали видавати всі твори Мордовця багатотомним зібранням творів. Зокрема, вийшло кілька таких зібрань: 60-томне (75-ма книгами) зібрання творів (СПб., И.П. Перевозников. 1901-1915), 50-ти томне (50-ма книгами) зібрання творів (Н. Ф. Мертц, 1901-1902), 33-ох томове (55-ма книгами) зібрання творів (П. П. Сойкин, 1914) тощо. З двох україномовних романів Мордовця (Дві долі та Палій), Дві долі не увійшов у жодну з цих "повних" видань творів Мордовця 1990-1910-х років, а Палій увійшов лише у 60-томне зібрання Пєрєвознікова.
Роман «Сагайдачний» (рос. Сагайдачный) є одним з його найвідоміших російських романів на українську тематику й у зв'язку з цим його було спочатку переказано українською у 23-сторінках К. Кахникевичем у Львові у 1887 році й згодом також і перекладено українською Марією Загірньою у Києві у 1909 році.
- «Сагайдачний» (рос. Сагайдачный) (альтернативна назва «Гетьман Петро Сагайдачний», роман, 1882, СПб)
  - Згодом Марія Загірня зробила переклад з редакторським переробленням - 1909, 1918, 1922, 1957, 1991)[33][34][35][36][37]

## Переклади українською
- Данило Мордовцев. Сагайдачный: оповіданє. Переповів з рос. після Мордовця: К.Кахникевич. Львів: Накладом товариства Просвіта у Львові; З друкарні товариства ім. Шевченка. 1887. 23 стор. (Просвіта Ч. 102, Року 1887; Книжочка 7)
- Данило Мордовець. Сагайдачний: історична повість. Пер з рос.: Гнат Хоткевич. Львів: З друкарнї Наукового Товариства ім. Шевченка, 1908. 96 стор.[38]
- Професор Ратміров: роман-бувальщина,[39] 1889. Переклад з рос.: М. Уманець. Львів: Накладом ред. Правди; Друкарня товариства ім. Шевченка. 1889[40] 64 стор.[41][42]
- Данило Мордовець. Напад на Січ. Переклад з рос.: ?. // Данило Мордовець. Напад на Січ Переклад з рос.: ?; Степан Руданський. Павло Полуботок. Джерзі Ситі: З Друкарні “Свободи”, 1915. 16 стор.[43]
- Данило Мордовець. Козак-нетяга. Переклад з рос.: ?. Вінніпеґ; Манітоба: ?. 1917. Манітоба. С. 115-125
- Данило Мордовець. За українську дитину. Переклад з рос.: Цезар Білило.
  - За українську дитину (початок): Зоря ?
  - За українську дитину (кінець): Зоря Том 17. 1869. С. 409-415.
- Данило Мордовець. Гетьман Мазепа: історичний роман у 2 томах.[44] Пер. з рос.: Володимир Супранівський. Коломия: Накладом Видавництва "ОКА". 1924. Т. 1. 228 стор.; Т. 2. 238 стор.
- Данило Мордовець. Гайдамаки: історична повість. Пер з рос.: ?; передмова: М. Голубець Львів: Графічний Промисл, 1933. 126 стор.
- Данило Мордовець. Сагайдачний.[45] Пер. з рос.:  О.Корженевич та Г.Сингаївська. Київ: Видавництво художньої літератури. 1966. 421 стор.
  - (передрук) Данило Мордовець. Сагайдачний: Повісті та роман.[46] Пер.з рос.: не вказано. Львів: Каменяр. 1989. 302 стор. ISBN 5-7745-0161-2
  - (передрук) Данило Мордовець. Кримська неволя; Сагайдачний. Пер.з рос.: не вказано. Київ: Український центр духовної культури. 1994. 246 стор. ISBN 5-7707-6287-Х
  - (передрук) Данило Мордовець. Кримська неволя; Сагайдачний. Пер.з рос.: не вказано. Київ: Кондор. 2020. 336 стор. ISBN 978-617-7841-82-0
- Данило Мордовець. Гайдамаччина: історична монографія. Пер.з рос.: Т.О. Абрамова. Дніпропетровськ: Січ, 2004. 340 стор. ISBN 966-511-385-2

## Антиукраїнські погляди
Провідні українські інтелектуали-сучасники Мордовця, такі як Кесар Білиловський, Борис Грінченко, Михайло Грушевський, тощо, звинувачували його у антиукраїнських поглядах. Згадуючи Мордовця у 1905 році у некролозі на його честь, Грушевський холодно зазначив, що "українофільство [...] ніколи не служило йому провідною зорею життя й грало в нім підрядну ролю - аж до можливості висказів з його боку часами в чисто централістичнім [себто проросійському, у сенсі що центр для України був у московських владних будівлях Російської імперії] дусі". У схожому антиукраїнстві звинувачував Мордовця й Грінченко, який заявляв у 1902 році у своїй рецензії на Палий - воскресытель Правобережнои Украины що у статті 1875 року під назвою Друк в провінції (рос. Печать в провинции) Мордовець фактично "прилюдно зрікався усього українського", та ще й мав нахабність спеціально передрукувати цю статтю знову у збірці Історичні пропілеї рос. Историческіе пропилеи (1889), чим недвозначно дав знати громадськості, що він не відрікається від своїх антиукраїнських тез викладених у Друк в провінції. У статті Мордовець розглядає перспективи української мови, літератури, національності загалом із таких антиукраїнських засад: українська література трактується ним як література провінційна, а її представники – як «люди, які відчувають своє безсилля»; він трактує саму українську мову як непотрібну, оскільки, на його думку, всі слов'янські народи у недалекому майбутньому мають перейти на російську.

## Вшанування пам'яті
Як в Росії, так і в Україні особливо не шанували творчість Мордовця після його смерті і його твори, як твори що є частиною української літератури й написані українською, так і твори, що є частиною російської літератури й написані російською, практично не перевидаються і його ім'я не відоме читачам як України, так і Росії.

## Зауваги
1. ↑  у першому томі розміщено деякі твори українською мовою (Оповідання: Старці. Дзвонар. Салдатка. Луна з "Нової України". Історичні повісті: Палій, воскреситель Правобережної України; Додатки: Казаки и море. Сон не сон; З минулого та пережитого) та російською мовою (Історичні повісті: Крымская неволя. Сагайдачный), а у другому томі - розміщено російськомовний оригінал роману Призвістка часу (рос. Знамения времени)
2. ↑  згідно з даними деяких дослідників біографії Мордовця переспів нібито зроблений Мордовцем на поч. 1850-х pp для Ізмаїла Срезневського, який позитивно про нього відгукнувся,[28] однак не відомо чи був десь цей переклад надруковани за життя автора чи посмертно